# 18 sin aguinaldo
«18 sin aguinaldo» es el tercer episodio de la primera temporada de la serie de televisión chilena Los 80. El capítulo se estrenó por Canal 13 el 2 de noviembre de 2008, obteniendo un promedio de audiencia de 19,4 puntos.
La trama de este capítulo está centrado en septiembre de 1982, momento en que los personajes se preparan para la celebración de las fiestas patrias.

## Trama
Félix, Bruno y sus compañeros practican la cueca, en eso, llegan las niñas, y a Félix le toca una pequeña a la que apodan "Gertrudis" (comparándola con el personaje del sketch "La Oficina" del Jappening con Ja) debido a que usa lentes , Félix intenta cambiársela a Bruno, pero al no conseguirlo, empieza a bailar mal, hasta que el padre lo saca del ensayo.
Juan, espera en una fila para conseguir trabajo, pero los cupos se acaban, y dos hombres que estaban detrás de él comenzaron a alegar por lo que viven día a día.
Ana, por su parte, va a hacer un retiro de dinero, siendo el tercero en el año y perdiendo todos los intereses ganados, en total 1.850 pesos de la época (18.500 en la actualidad). Claudia, deja la casa y se va con Denin al cerro San Cristóbal y Martín le pide a Félix que golpee casa por casa para encontrar la casa de Susana, su enamorada.
Don Genaro, sigue con su pinochetismo, mientras que Petita lo contradice siempre en este tema, estando allí, Juan atiende una llamada, en donde, los padres de Ana deciden visitarlos para el "18", Juan les dice que vengan, pero se encuentra sin dinero.
Denin intenta nuevamente perder su virginidad con Claudia, pero ella lo evita y se da cuenta de que Denin usó los otros condones con otra persona, Claudia se enoja y le pide que se vayan montándose en la moto, Denin furioso maneja y chocan con otro vehículo. En la casa, Juan informa que los padres de Ana vendrán a visitarlos.
Claudia se encuentra en el hospital con Denin, en donde él resultó ser más accidentado que ella. Allí Claudia conoce a Francisco, quien los atiende, Francisco se da cuenta de que la conoce de algún lugar, en el preuniversitario de la facultad. Ana reta a Claudia por el accidente cuando esta llega a casa.
Martín le pide dinero a Juan para invitar a Susana a comer al "Burger Inn". Mientras que Claudia aconseja a Félix sobre "Gertrudis". Juan comienza a buscar dinero por toda la casa para darle a Martín, diciéndole que no le diga a su madre. Ana le pide ayuda a Juan creyendo que habían entrado a robar, pero Juan le explica que andaba buscando algo.
Félix llega a la cama de sus padres, diciéndole a Ana que tiene muchos dolores y problemas e indirectamente que no quería ir a la escuela. Al día siguiente, en el ensayo, Félix fingió que se quebró la pierna, imposibilitándole bailar. Mientras, llegan los padres de Ana a la casa, Juan habla con Ramiro, asegurándole que tendrán un buen asado, mientras que Luz, la madre de Ana le dice que le puede mandar a los tres niños al sur, y que ellos dos podían trabajar en Santiago.
Martín llega a casa de Susana, Susana le dice que no creía que era en serio la invitación y le dice que viajará con sus padres fuera de Santiago a pasar el "18". Don Genaro y Claudia tienen su primer encuentro (en la serie) debido a los pensamientos políticos. Petita, demuestra el interés que le tiene a Claudia, provocando que Don Genaro se burle de él al momento que Claudia se va.
En la escuela, Félix sigue con la mentira de su dolor, pero se da cuenta de que "Gertrudis" se esforzó mucho para aquel día. Nancy le propone a Ana que trabajen juntas, pero Ana no entiende la indirecta. Martín le devuelve el dinero a Juan. Ramiro y Luz se preguntan donde esta Félix, y este decide participar junto con "Gertrudis" siendo los mejores de la pista.
Juan va a la carnicería y compra solo vienesas, ya que no le alcanza el dinero para más, Ramiro, le pide que vaya a buscar la carne, y Juan no sabe que hacer, Ana le pregunta lo que sucede, Juan le dice que su padre quiere carne, Ramiro llega a la cocina y Ana le dicen que comerán tallarines, pero Ramiro le responde que trae una caja con un cordero. Luego lo cocinan y Ramiro propone un salud. Martín y Félix se van a la escuela, Juan se va nuevamente en busca de trabajo, terminando así el capítulo.

## Título
El título se debe a que, en Chile, se acostumbra dar un aguinaldo en distintas ocasiones, entre ellas el "18", pero Juan se encontraba cesante, por lo que no podía recibir aguinaldo. En conclusión se podría decir, que Juan no recibió el aguinaldo del 18, es decir, un "18 sin aguinaldo".

## Curiosidades
- En la escena en donde Juan le pide a Don Genaro que le guarde longanizas, Don Genaro debía responder "Sí, sí, las de Chillán", pero cambia la frase diciendo "Sí, sí, las de San Carlos, las de Chillán", haciendo alusión a su ciudad natal, San Carlos, que también exporta longanizas.
- Por primera vez, una serie de televisión chilena muestra la estrofa del himno nacional que se cantaba en el régimen militar en pantalla.